# Manhattan Tower
Manhattan Tower è un film del 1932 diretto da Frank R. Strayer.

## Trama
Due fidanzati che lavorano entrambi nello stesso grattacielo progettano di comperare un appartamento dove andranno a vivere dopo il matrimonio. Ma i soldi sono pochi - lei è una segretaria, lui un elettricista - e va a finire che Mary, la ragazza, affida i propri risparmi al suo capo, Kenneth Burns, un investitore. Quando però Mary gli richiede indietro il denaro, lui rifiuta di farlo. Intanto la moglie di Burns, stanca delle continue infedeltà del marito, ha deciso di chiedere il divorzio per potersi risposare con David Witman. Quest'ultimo riesce a recuperare gran parte dei depositi di Burns, che ha nascosto anche il denaro della moglie. Burns, affrontato da Jimmy, il fidanzato di Mary, ha uno scontro con lui e, per accidente, cade dalla finestra dell'edificio, restando ucciso. Mary e Jimmy, dopo che si erano lasciati a causa del denaro, adesso si riconciliano facendo progetti per il loro futuro.

## Produzione
Il film fu prodotto da A.E. Lefcourt per la Remington Pictures con un budget stimato di 50 000 dollari. Per il sonoro, venne usato il sistema RCA Photophone.

## Distribuzione

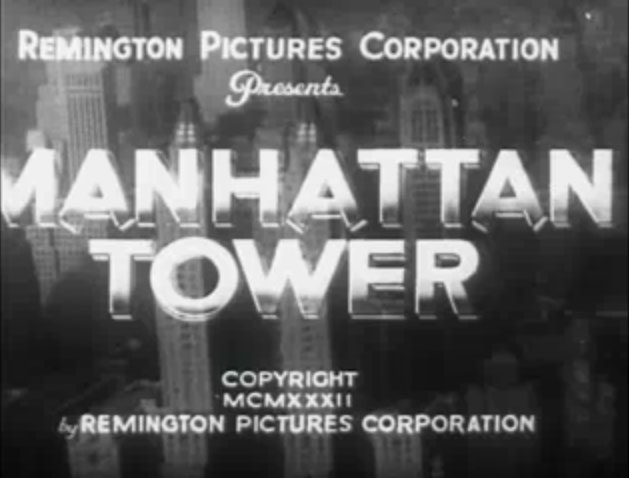
Titoli di testa

Distribuito dalla Remington Pictures, il film uscì nelle sale cinematografiche statunitensi il 1º dicembre 1932. Nel 1935, venne ne venne distribuita una riedizione dalla Ideal Pictures Corp.